# Флаг Улётовского района
Флаг муниципального района «Улётовский район» Забайкальского края Российской Федерации — опознавательно-правовой знак, служащий официальным символом муниципального образования.
Флаг утверждён 27 апреля 2012 года и 2 июля 2012 года внесён в Государственный геральдический регистр Российской Федерации с присвоением регистрационного номера 7733.

## Описание
«Прямоугольное двухстороннее полотнище с отношением ширины к длине 2:3, разделённое горизонтально на две части верхнюю, разделённую вертикально пополам на жёлтую и зелёную части и нижнюю голубого цвета (отношение между частями 9:1). На верхней части полотнища воспроизведены фигуры из герба муниципального района „Улётовский район“, выполненными зелёными, и жёлтыми цветами».
Фигуры из герба муниципального района «Улётовский район» представляют собой: слева ель, справа — сноп, вверху две горы; все фигуры переменных с полем цветов; каждая из гор имеет две вершины, из которых ближние к линии разделения — больше.

## Обоснование символики
Муниципальный район «Улётовский район» расположен на юго-западе Забайкальского края. На северо-западе района находится обширное межгорное понижение, которое обрамлено таёжными средневысотными хребтами Яблоновый и Черского. Юг муниципальный район «Улётовский район» представляет собой горную территорию, имеющую отчётливо выраженные следы древней ледниковой деятельности. Из рек наиболее крупная — Ингода с многочисленными притоками. Озеро Арей используется для отдыха и лечения на турбазах «Арей» и «Кристалл». Основные территории заняты горной лиственнично-сосновой и сосново-лиственничной тайгой с травяным покровом и кустарниковым рододендровым подлеском. На территории муниципального района «Улётовский район» расположена часть Сохондинского государственного природного биосферного заповедника. Район специализируется на развитии молочно-мясного скотоводства и пригородного хозяйства, выращиваются зерновые. Эти особенности района легли в основу его флага. Символика флага многозначна:
— зелёные и золотые горы — символизируют хребты Яблоновый и Черского;
— ель — символ лиственно-сосновой тайги и Сохондинского природного заповедника. Ель — символ вечной жизни, почёта и покоя;
— сноп — символ основной (сельскохозяйственной) деятельности района;
— голубая полоса — символ водных объектов, расположенных на территории района;
— перемена цвета полей и цвета фигур — символизирует два основных богатства района, поля и леса.
Голубой цвет (лазурь) — символ возвышенных устремлений, искренности, преданности, возрождения.
Жёлтый цвет (золото) — символ богатства, справедливости, стабильности.
Зелёный цвет — символ надежды, радости и изобилия.

## Конкурс
В целях сохранения и развития российских национальных традиций, исторической преемственности, для воспитания патриотических чувств у жителей муниципального района «Улётовский район», с 1 декабря 2011 года по 20 февраля 2012 года администрацией муниципального района «Улётовский район» Забайкальского края был проведён конкурс по созданию герба и флага муниципального района «Улётовский район».
Подготовка и проведение конкурса по созданию герба и флага муниципального района «Улётовский район» осуществлялась конкурсной комиссией по проведению конкурса по созданию герба и флага муниципального района «Улётовский район», образованной решением Совета муниципального района «Улётовский район» от 16 ноября 2011 года № 296.

## См. также

Флаги муниципальных образований Улётовского района
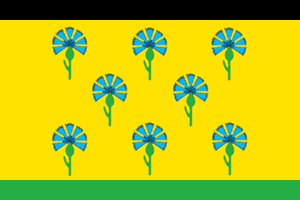
сельское поселение «Доронинское»